# Simataniari (Angkola Barat)
Simataniari is een bestuurslaag in het regentschap Tapanuli Selatan van de provincie Noord-Sumatra, Indonesië. Simataniari telt 884 inwoners (volkstelling 2010).